# Idaea ossicolor
Idaea ossicolor är en fjärilsart som beskrevs av Antonius Johannes Theodorus Janse 1935. Idaea ossicolor ingår i släktet Idaea och familjen mätare. Inga underarter finns listade i Catalogue of Life.